# Republic Aviation Company

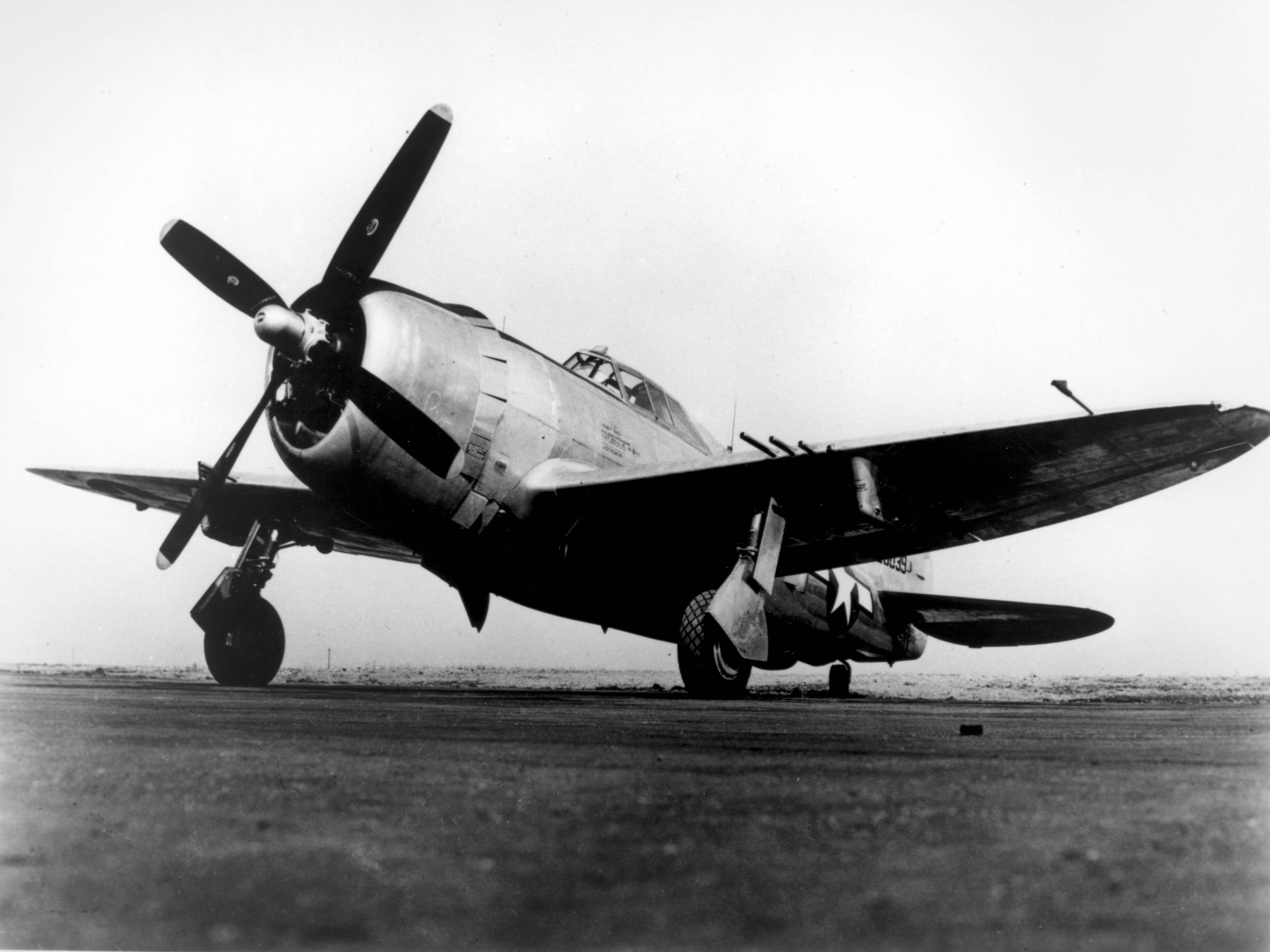
P-47 Thunderbolt

Republic Aviation Company byl americký letecký výrobce, který byl založen roku 1931 Alexandrem Severskym. Firma se původně jmenovala jako její spoluzakladatel Alexander P. de Seversky – Seversky Aircraft Company. Pod jeho vedením však nebyla úspěšná a tak byla roku 1939 reorganizována jako Republic Aviation Company. Během druhé světové války se zde vyráběly důležité letouny jako P-47 Thunderbolt a po válce např. F-84 Thunderjet a F-105 Thunderchief. V roce 1965 se stala součástí společnosti Fairchild.

## Produkce
- Republic P-43 Lancer
- Republic P-44 Rocket
- Republic P-47 Thunderbolt
- Republic P-72 Super Thunderbolt
- Republic XF-12 Rainbow
- Republic RC-1 & RC-3 Seabee
- Republic F-84 Thunderjet
- Republic F-84F Thunderstreak/RF-84F Thunderflash
- Republic XF-84H Thunderscreech
- Republic XF-91 Thunderceptor
- Republic YF-96 Thunderstreak
- Republic XF-103 (Projekt)
- Republic F-105 Thunderchief
- Republic JB-2, kopie německé V1